# Serica formosana
Serica formosana är en skalbaggsart som beskrevs av Moser 1915. Serica formosana ingår i släktet Serica och familjen Melolonthidae. Inga underarter finns listade i Catalogue of Life.